# شوپزدورف
شوپزدورف (به آلمانی: Schopsdorf) یک منطقهٔ مسکونی در آلمان است که در گنتین واقع شده‌است. شوپزدورف ۲۶۳ نفر جمعیت دارد.